# Jardín de Leonard J. Buck
Los Jardín de Leonard J. Buck, en inglés: Leonard J. Buck Garden, es una rocalla y jardín botánico de 33 acres (13 hectáreas) de extensión, que se encuentra en el Far Hills, Nueva Jersey.

## Localización
Leonard J. Buck Garden 11 Layton Road, Swainton, Far Hills, Somerset county, New Jersey NJ 07931 United States of America-Estados Unidos de América
Planos y vistas satelitales.40°40′22.91″N 74°37′20.65″O / 40.6730306, -74.6224028
El jardín está abierto al público desde el alba hasta el ocaso desde le 5 de mayo al 20 de octubre. Se cobra una tarifa de entrada. El acceso a la parte inferior de la adyacente "Moggy Hollow Natural Area" es posible a través del jardín si se solicita.

## Historia
El jardín se inició en la década de 1930, cuando el geólogo Leonard J. Buck, un administrador del Jardín Botánico de Nueva York, conoció al arquitecto del paisaje Zenon Schreiber.
Mediante la colaboración de ambos crearon diversas exposiciones y microclimas. El jardín está ubicado en un valle esculpido por el arroyo glacial conocido como "Moggy Hollow Natural Area", donde los antiguos saltos de agua en cascada, dejaron al descubierto las paredes rocosas, afloramientos, lagunas y un arroyo.
Trabajaron visualmente y por la proporción, nunca con un dibujo en el papel. El Sr. Schreiber diseñó las plantaciones y el Sr. Buck trabajó la roca. Su visión era crear un jardín arbolado, compuesto de muchos jardines individuales.
Después de la muerte del Sr. Buck en 1974, el jardín fue donado por la señora Buck a la "Somerset County Park Commission" (Comisión de Parques del Condado de Somerset). Se abrió al público en 1977.

## Colecciones
El jardín es una de las primeras rocallas en Estados Unidos. Cuenta con plantas nativas y exóticas que se desarrollan en un ambiente naturalista de bosques, arroyos y afloramientos rocosos.
Un barranco boscoso y rocoso es el hábitat de numerosas flores silvestres intercaladas entre los árboles con flores y arbustos. La mejor época del año para visitar el jardín es la primavera.
Entre las plantas que alberga, aconitos, anemonas, azaleas, hayas, abedules, Sanguinaria canadensis, bojes, Chionanthus retusus, Aquilegia, cyclamen, Metasequoia glyptostroboides, cornejos, enkianthus, no me olvides, forsythia, geranium, Muscari, brezos, hierbas, carpes, hydrangea, Acer palmatum, el helecho japonés (Athyrium niponicum), peonias japonesas, Viola labradorica, magnolias, mahonia, el helecho Adiantum, arces, el laurel de montaña (Kalmia latifolia), narcisos, robles, el helecho Matteuccia struthiopteris, primaveras, rhododendron, Saxifragas, Carya ovata, Scilla siberica, skimmia, "snowbell" (Soldanella), Magnolia stellata, "sweet woodruff" (Galium odoratum), trillium, viburnum, violetas, "Virginia bluebells" (Mertensia virginica), y Eriocapitella hupehensis.